# ハッテラス入り江砲台の戦い
ハッテラス入り江砲台の戦い（ハッテラスいりえほうだいのたたかい、英: Battle of Hatteras Inlet Batteries)、またはハッテラス砦とクラーク砦の戦い(英: Battle of Forts Hatteras and Clark）は、南北戦争初期の小さいが重要な戦闘である。ノースカロライナ州アウターバンクスにある南軍の砦2つが、1861年8月28日に始まった北軍水陸協働攻撃に屈した。南軍砦の装備が悪く人員も整わなかった部隊は、北軍の7隻の艦船から砲撃に耐えることを強いられ、しかもそれに反撃できなかった。被害は軽かったが、守備隊はこの一方的な戦いを続けない途を選び、戦いの2日目に降伏した。この戦闘の直接の結果として、南軍による北部の海洋交易に対する妨害が著しく減じられ、北軍による南部港湾の封鎖範囲が拡がった。さらに重要なことは、北軍政府がノースカロライナのサウンドに入る途を得たことだった。ノースカロライナ州の幾つかの都市（中でもニューバーン、ワシントン、エリザベスシティおよびイーデントン）は直接脅威を受けるようになった。さらに、サウンドは南軍の守るバージニア州の海岸部、特にノーフォークの裏玄関だった。
この戦闘は幾つかの理由で重要である。これは南北戦争の北軍では初めての意義有る勝利だった。1861年7月21日に行われた第一次ブルランの戦い（別名第一次マナサスの戦い）での敗北の後、開戦当初に重たい雰囲気にあった北軍支持者を勇気づけた。これは海軍による封鎖戦略の最初の適用例だった。アメリカ陸軍とアメリカ海軍の部隊を巻き込む最初の水陸協働作戦であり、最初の統合作戦だった。最後に砲撃艦隊による新しい戦術が採用された。艦隊は動き続けることで、艦船の大砲に対する陸の大砲の伝統的な優位をほとんど排除した。

## 南軍が守るハッテラス入江
ノースカロライナ州のサウンドはポイント・ルックアウトからバージニア州との州境まで海岸の大半を占めている。その東の境界はアウターバンクスであり、北部の海洋交易を襲撃するにはほぼ理想的な位置にあった。南軍の東端にあたるハッテラス岬は、この緯度では約3ノット (1.5 m/s) の速度で流れるメキシコ湾流が見える位置にある。カリブ海で交易する船舶は、ニューヨーク、フィラデルフィアあるいはボストンに帰るときに、この北へ向かう流れに乗って所要時間を短縮できる。襲撃者は私掠船であっても州が所有する船であっても、アウターバンクスの中におれば気象や北軍の封鎖戦隊から守られ、防御力のない犠牲者が現れるのを待てば良かった。ハッテラス灯台に駐在した見張り番からの合図で襲撃者は飛び出して捕獲に向かい、多くはその日のうちに帰還することができた。
北軍の反撃から襲撃者を守るために、ノースカロライナ州はアメリカ合衆国から脱退した直後に、サウンドからの出入りが可能な水路に面した入江に砦を建設した。1861年、外洋航海が可能な船舶が航行可能な水深のある入江は4箇所、ボーフォート、オクラコーク、ハッテラスおよびオレゴンの各入江だった。その中でもハッテラス入江は重要であり、ハッテラス砦とクラーク砦という2つの砦が配された。ハッテラス砦は入江に近接し、ハッテラス島のサウンド側にあった。クラーク砦は約半マイル (800 m) 南東で、大西洋に近かった。これらの砦は強固では無かった。ハッテラス砦には8月末に据えられた10門の大砲があるだけであり、他に5門の大砲は据えられていなかった。クラーク砦には5門の大砲があるだけだった。さらに、大砲の大半はやや軽量の32ポンド砲以下であり、射程が限られ、海岸の防衛には不適切だった。
人的資源の問題はさらに悪かった。ノースカロライナ州では南北戦争で22個の歩兵連隊を起ち上げ装備させたが、そのうち16個連隊はバージニア州での作戦に引き抜かれていた。残された6個連隊でノースカロライナ州の海岸線全てを守る必要があった。第7ノースカロライナ志願連隊のわずかな部隊のみがハッテラス入江の2つの砦に入った。他の砦も同様にわずかな兵力で守った。オクラコーク、ハッテラス、クラークおよびオレゴンの各砦あわせても1,000名足らずだった。援軍が必要になれば、遙か遠いボーフォートから送るしかなかった。
奇妙なことにノースカロライナ州軍当局はその守備のお粗末な状態を秘密にしておく努力をほとんど払わなかった。捕獲されたり難破して犠牲となった北軍の船長数人は、故郷へ帰るのを待つ間にハッテラス島かその近くで緩やかに拘束されただけだった。彼等は事実上砦に自由に接近することを許され、あらゆることを記憶にしまった。北部に帰ると少なくともそのうちの2人は十分に貴重な情報を海軍省にもたらした。

## 北部の反応
ハッテラス入江から発する北部商船に対する略奪行為は気付かずに過ごされるわけには行かなかった。保険業者は海軍長官ギデオン・ウェルズに救済策を要求した。ウェルズは催促を必要としなかった。既に封鎖戦略委員会からの報告書でノースカロライナ州海岸の封鎖を完全にする方法が提案されていた。委員会は古い使用に耐えない船舶に底荷を積み、入江に沈めて封鎖することで南部の海岸を使用できなくする方法を推薦した（その報告書には容易に見逃される文章も入っていた。いわく「これらの計画はその遂行を委ねられた人の手によっていくらか修正されてもよい」）。
ウェルズ長官は委員会報告書を受け取って間もなく、その推薦案の実行に取り掛かった。H・S・ステルワーゲン海軍中佐にチェサピーク湾に行って適当な古い船を購入するよう命令した。それと同時に、大西洋封鎖戦隊指揮官サイラス・H・ストリンガム海軍将官にその行動を報告するように言った。こうしてストリンガムはノースカロライナ州海岸封鎖の任にあたる海軍士官になった。これがハッテラス入江の攻撃になるものに対するストリンガムの最初の関与だった。そのうちにストリンガムはこの遠征で最も重要な人物になった。
ストリンガムは初めから入江を封鎖する計画に反対した。潮流が障害物を洗い出してしまうかあるいは直ぐに新しい水路を造ってしまうと考えた。ストリンガムが想像した様に、入江が北軍によって実際に支配されなければ、南軍はサウンドへの行き来を止められなかった。換言すれば、ノースカロライナ州のこの地域に実効ある封鎖を行うためには、ノースカロライナ州が造った砦を占領する必要があるということだった。海軍は単独でそれを実行できなかったので、陸軍との協働作戦が必要だった。
陸軍は実際にそうなったように喜んで協力した。陸軍は、処遇しなければならない政治力があるが、すでに軍事的には無能と分かっていた（歴史家の間でも事実上全員一致で同意されている）政治家将軍ベンジャミン・バトラーをどうにかする必要があった。バトラーはこの遠征のために800名ほどの兵士を集めるよう命じられた。バトラーは間もなく880名を集めた。ドイツ語を話す第20ニューヨーク志願連隊から500名、第9ニューヨーク志願連隊から220名、沿岸警備隊から100名（陸軍の部隊、実際には第99ニューヨーク志願連隊、現在の沿岸警備隊は当時存在せず）、および第2アメリカ砲兵隊から正規兵20名だった。これら兵士はステルワーゲン海軍中佐が購入した2隻の船、アデレードとジョージ・ピーボディに乗せられた。この2隻はハッテラスの嵐に耐えられないだろうという反対の声には、ステルワーゲンが、嵐なら上陸も出来ないだろうから、この遠征は晴れた日にのみ進行できると指摘した。

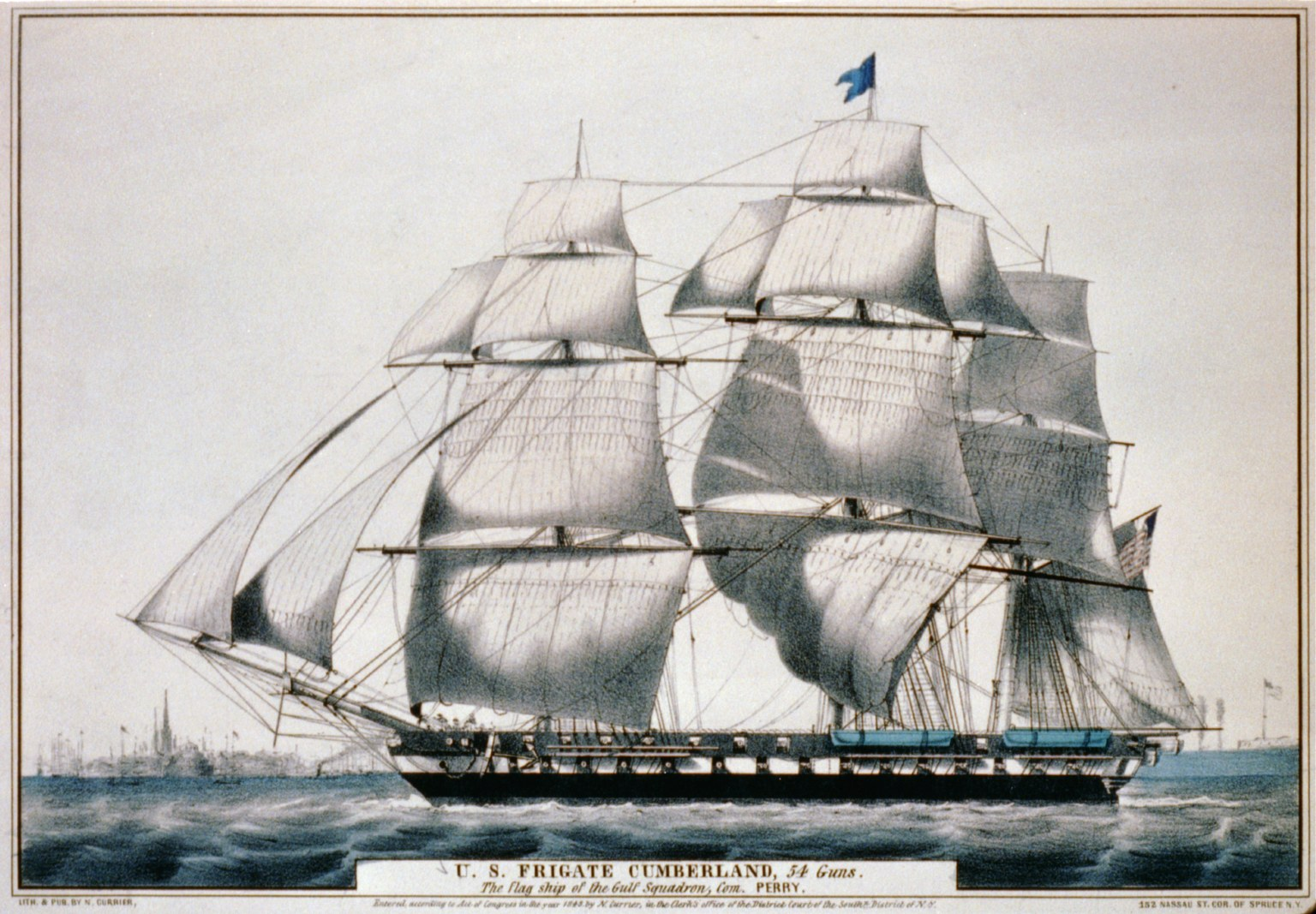
USSカンバーランド
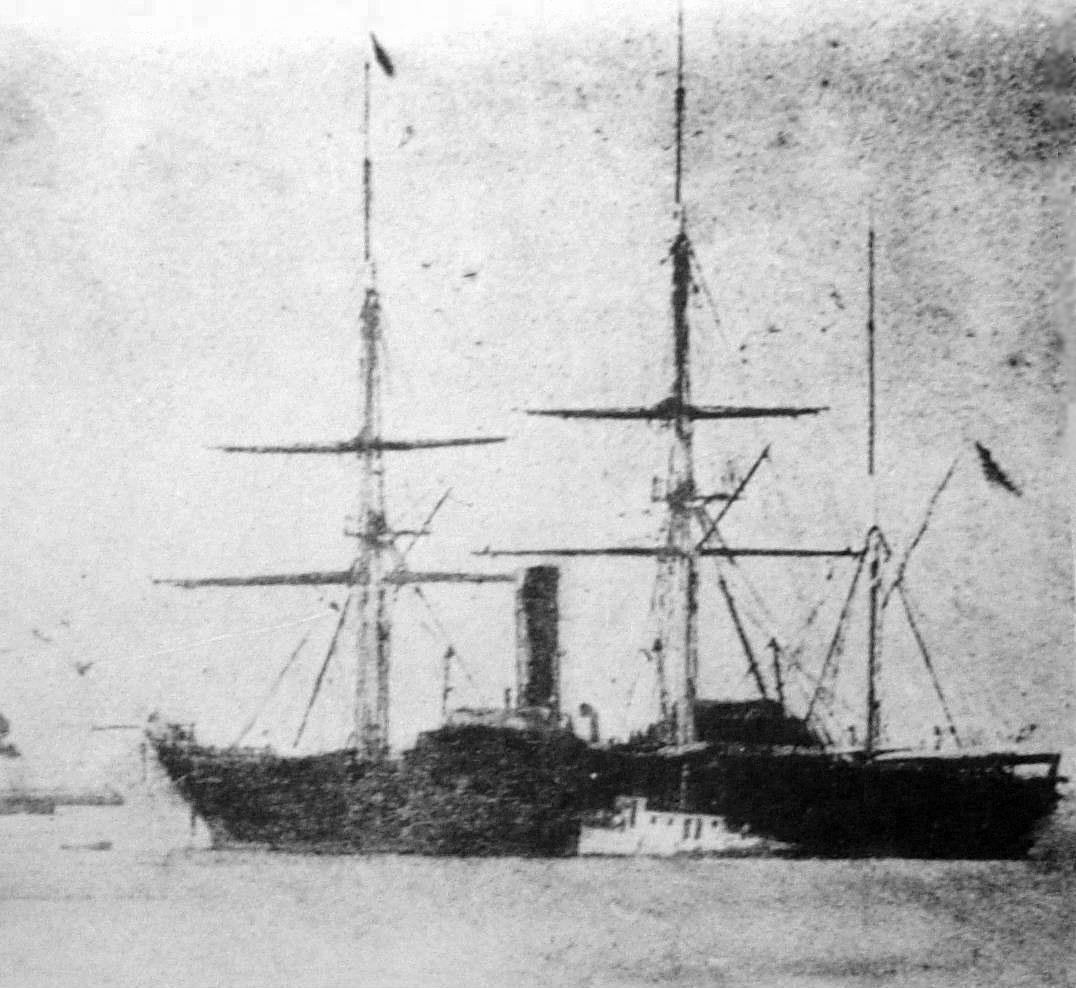
日本に来航したUSSサスケハナ
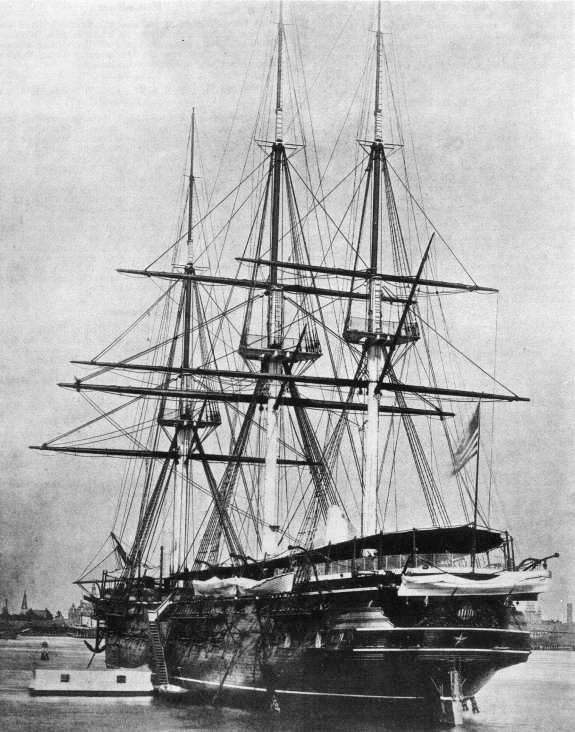
USSウォバシュ
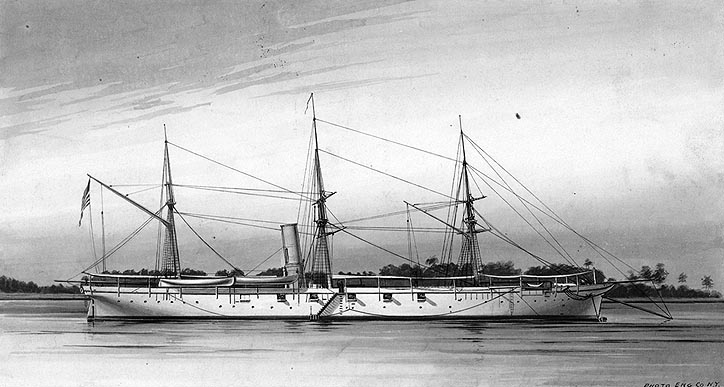
USSポーニー

バトラーが部隊を集めている間、海軍将官ストリンガムも準備をしていた。ストリンガムは、陸軍省がバトラーの上官であるジョン・E・ウール少将に「この遠征計画は海軍省で作られており、その統制下にある」という文章を含む命令を発したことを知った。ストリンガムは何かまずいことがあれば非難されることになると考え、自分の作戦を遂行することに決めた。この遠征には7隻の艦船を選んだ。すなわち、USSミネソタ、USSカンバーランド、USSサスケハナ、USSウォバシュ、USSポーニー、USSモンティチェロおよびUSSハリエットレーンだった。ハリエットレーンは国税局のカッターであり、それ以外は全てアメリカ海軍の艦船だった。ストリンガムは上陸のために使う磯船を牽引するときに必要なタグボートUSSファニーもその部隊に含めた。
1861年8月26日、サスケハナとカンバーランドを除く戦隊はハンプトン・ローズを出港して、ハッテラス岬近辺まで回航した。その途中でカンバーランドと合流した。戦隊は8月27日に岬を回り込み、守備隊が十分に見える入江近くで停泊した。ハッテラス砦とクラーク砦を指揮する第7ノースカロライナ歩兵連隊のウィリアム・F・マーティン大佐はその580名の部隊では援軍が必要なことを理解したので、オクラコーク砦とオレゴン砦からの援兵を要求した。マーティンとその守備隊にとって不幸なことに、砦間の通信は時間が掛かり、最初の援兵が到着した翌日遅くでは時既に遅かった。

## 戦闘

### 初日、日没まで
8月28日朝早く、USSミネソタ、USSウォバシュおよびUSSカンバーランドがクラーク砦への砲撃を開始し、軽量の艦船は東に約3マイル (5 km) の地点に輸送艦を誘導し、陸軍が上陸を始めた。ストリンガムはウォバシュがカンバーランドを引っ張る形で、その艦船を弧を描いて動かした。午前11時頃、USSサスケハナが戦列に合流した。これら艦船は砦にその舷側砲を向けて発砲し、後方の射程外に退いて弾填めし、また戻って発砲した。動き続けることで、砦の砲手が砲撃の間に照準を矯正できないようにし、このやり方で艦船の大砲に対する陸の大砲の伝統的な優位をほとんど排除した。この戦術はクリミア戦争のセバストーポリの包囲戦の時にイギリスとフランスの戦隊が使っていたが、アメリカ海軍が使ったのは初めてだった。
クラーク砦からの反撃は無効であり、手前で落ちるか頭上を飛び過ぎて、砲撃してくる艦船に当たることは無かった。正午少し過ぎ、守備隊の弾薬が枯渇し、午後12時25分に完全に無くなった。この時点で守備隊は砦を放棄し、ハッテラス砦に逃げる者もあれば、ボートで逃げる者もいた。北軍部隊を指揮するマックス・ウェーバー大佐はこの時既に上陸しており、砦の様子に気付いて部下にそこを占領するよう送ったが、海軍の戦隊は気付かず、その後5分間は砲撃を続けた。上陸部隊が唯一の損失を受けたのはこの混乱の数分間のことであり、兵士の1人が砲弾の破片で手に重傷を負った。幸運にも、上陸部隊の数名が大きなアメリカ国旗を振ることで艦船の砲手達の注意を引くことができ、艦砲射撃が止まってそれ以上の被害は出なかった。ストリンガムとその部下の艦長達はハッテラス砦にその注意を向けた。
一方、上陸はそれほどうまく運ばなかった。風が起こって波を立て、上陸ボートを水浸しにして転覆させ、バトラー将軍がそれ以上の上陸を中断させなければならなかったとき、まだ部隊の3分の1しか上陸していなかった。ウェーバー大佐は配下に318名しかいないことが分かった。これには自身の連隊である第20ニューヨーク歩兵連隊からの102名だけでなく、第9ニューヨーク歩兵連隊からの68名、沿岸警備隊からの28名、砲兵隊45名、海兵45名および重砲を操作できる水兵28名が含まれていた。磯舟から岸になんとか揚げることができた2門の野砲で、南軍の反撃があったとしても防ぐことはできたが、ハッテラス砦に攻撃を掛けるには勢力が不足した。
ハッテラス砦にたいして、ストリンガムはクラーク砦に対してやったようにその艦船を動かし続けた。守備隊は散発的に発砲することで弾薬を節約しようとしたので、ストリンガムは砦が放棄された可能性があると考えた（軍旗は翻っていなかった。戦闘前に古い旗がボロボロになっており、取り替えられることはなかった）。ストリンガムはUSSモンティチェロを入江に入れて様子を探らせたが、その時砦が生き返った。モンティチェロは脱出しようとしている時に座礁し、この状態で砲弾を5発受けた。水兵が数人軽傷を負ったが、モンティチェロには深刻な損傷にならなかった。
この日が終わる頃、戦隊は天候が悪化する可能性に後退し、疲れ切った守備隊は援軍を待ち焦がれ、上陸した北軍は飲み水が乏しくて夕食も摂れず、その敵軍が期待している援軍が来ることを恐れながら眠りに就いた。

### 日没後と2日目
暗くなってからのどこかの時点で援軍が砦に到着し始めた。砲艦CSSウォーレン・ウィンスローがオクラコーク砦から幾らかの守備隊を運び込み、その水兵の幾らかも大砲を操作するために残った。このことでハッテラス砦の兵員は700名以上となり、さらにニューバーンからの援軍も期待できた。援軍を連れてきたのは海軍将官サミュエル・バロンであり、ノースカロライナ州とバージニア州の海岸防衛軍を指揮していた。マーティン大佐は疲労困憊を訴え、バロンに指揮を執ってくれるよう要請した。バロンはニューバーンからの援軍が到着すればクラーク砦を取り返すことができると信じていて、これを受けた。
2日目の夜明けに守備隊の望みは消し飛んだ。天候が穏やかになり、北軍の戦隊が戻ってきて艦砲射撃を再開するのを可能にしていた。また輸送船を派遣して援軍を上陸させることも可能だった（1隻の輸送船が入江に入ることができたが、援軍を送るのではなく、負傷者を何人か連れ帰った）。戦隊は当初動き回ることを続けたが、間もなく砦の大砲からの射程から外れていることが分かった。その後の艦船は場所を変えずに、反撃される恐れの無い砦への砲弾を降り注いだ。砦の兵士達は堪え忍ぶしか手段が無かった。約3時間後、バロンは士官達の作戦会議を招集し、喩え損失が極小であるにしても、休戦条件を求めることに決した（実際の死傷者の数は不正確にしか分かっていない。様々な報告書では戦死者の数を4名から7名、負傷者の数を20名から45名としている）。バトラーは降伏を要求し、バロンが応じた。戦闘は終わり、生存者は戦争捕虜キャンプに向かった。捕虜の数は691名に登り、負傷者を含んでいるが逃亡者は含んでいなかった。

## 戦闘の後
ベンジャミン・バトラーとサイラス・ストリンガムは戦闘後即座にそこを離れ、バトラーはワシントンに、ストリンガムは捕虜を伴ってニューヨークに向かった。それぞれがこの戦勝の功績を自分のものとしようとしていることに批判が出た。しかし、どちらも管理部門が持っていた当初のハッテラス入江を封鎖しようという作戦を棄てさせたことに満足した。この入江が北軍の支配下に入ってしまえば南軍はもはや使えなくなり、実際に北軍はサウンドの中で襲撃者達を追跡できた。指揮官達とその支持者は数週間この功績をさらに利用するよう訴え続けたが、それは不必要だったように見える。陸軍省も海軍省も既に入江を保持し続けることを決定しており、翌年早くにノースカロライナ州本土に対する水陸協働遠征を行う入り口として使われることになった。その上級陸軍指揮官アンブローズ・バーンサイド准将に因んでバーンサイドのノースカロライナ遠征と呼ばれることになるその作戦は、サウンドから完全に商船襲撃行動を排除した。
北軍がハッテラス入江を保持し続けることは南軍当局にも助けられた。南軍はオクラコーク砦とオレゴン砦の砲台も防御できないと早々に判断し、それらを放棄した 。
砦を砲撃するときに艦船を動かし続けるというストリンガムの戦術は後に、サウスカロライナ州ポートロイヤルの戦いで、サミュエル・フランシス・デュポン海軍将官が使った。この戦術の有効さにより海軍の大砲に対して砦の固定された大砲の価値を再考させることになった。
この戦闘の物理的証拠は残っていないが、戦場跡はハッテラス岬国立海岸の中で保存されている。

## 対戦した戦力

### 北軍
陸軍 - ベンジャミン・バトラー少将
- 第9ニューヨーク歩兵連隊、ラッシュ・ホーキンス大佐（220名）
- 第20ニューヨーク歩兵連隊、マックス・ウェーバー大佐（500名）
- 第99ニューヨーク歩兵連隊（沿岸警備隊）、ウィリアム・ニクソン大尉（100名）
- アメリカ第2砲兵隊、フランク・H・ラーニド中尉（60名）

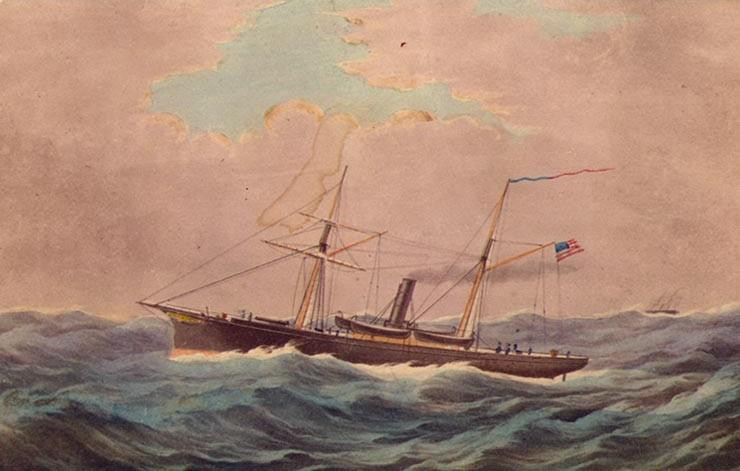
USSモンティチェロ

- 戦隊からの水兵と海兵分遣隊

海軍 - サイラス・H・ストリンガム海軍将官
- USSモンティチェロ
- USSハリエットレーン
- USSミネソタ
- USSウォバシュ
- USSサスケハナ
- USSカンバーランド
- USSポーニー
- USSファニー（タグボート）

### 南軍
- 第7ノースカロライナ歩兵連隊、ウィリアム・F・マーティン大佐
- サミュエル・バロン海軍将官を含み詳細不明の海軍志願兵